# La Zumbadora
La Zumbadora är en ort i Honduras.   Den ligger i departementet Departamento de Copán, i den västra delen av landet, 210 km nordväst om huvudstaden Tegucigalpa. La Zumbadora ligger 691 meter över havet och antalet invånare är 1 086.
Terrängen runt La Zumbadora är kuperad åt sydost, men åt nordväst är den bergig. Runt La Zumbadora är det ganska tätbefolkat, med 83 invånare per kvadratkilometer. Närmaste större samhälle är Florida, 7,4 km öster om La Zumbadora. Omgivningarna runt La Zumbadora är en mosaik av jordbruksmark och naturlig växtlighet.